# Cyrestinae
A Cyrestinae a rovarok (Insecta) osztályának a lepkék (Lepidoptera) rendjéhez, ezen belül a tarkalepkefélék (Nymphalidae) családjába tartozó alcsalád.

## Rendszerezés
Az alcsaládba az alábbi nemzetségek és nemek tartoznak:
- Cyrestini
  - Chersonesia
  - Cyrestis
  - Marpesia
- Pseudergolini
  - Amnosia
  - Dichorragia
  - Pseudergolis
  - Stibochiona